# Dolsko (województwo zachodniopomorskie)
Dolsko (niem. Dölzig) – wieś w Polsce położona w województwie zachodniopomorskim, w powiecie gryfińskim, w gminie Moryń.
Według danych z 1 stycznia 2011 roku wieś liczyła 70 mieszkańców. 
W latach 1975–1998 miejscowość administracyjnie należała do województwa szczecińskiego.
W Dolsku znajduje się romańsko-gotycki obronny kościół filialny pw. św. Elżbiety Węgierskiej, pochodzący prawdopodobnie z II połowy XIII wieku, należący do parafii w Moryniu. Trójbocznie zamknięty z bocznymi portalami i wielką wieżą nakrytą hełmem ostrosłupowym. Na trzecim kamieniu od dołu przedniej powierzchni lewego, wewnętrznego ościeża trójuskokowego portalu głównego słabo widoczny motyw szachownicy o niewyjaśnionym wciąż znaczeniu. Na terenie tego kościoła i w jego pobliżu rozgrywa się epizod akcji książki Zbigniewa Nienackiego „Księga strachów” z serii powieści przygodowych dla młodzieży o Panu Samochodziku. Wiąże się on właśnie ze znakiem szachownicy.